# Mac McClung

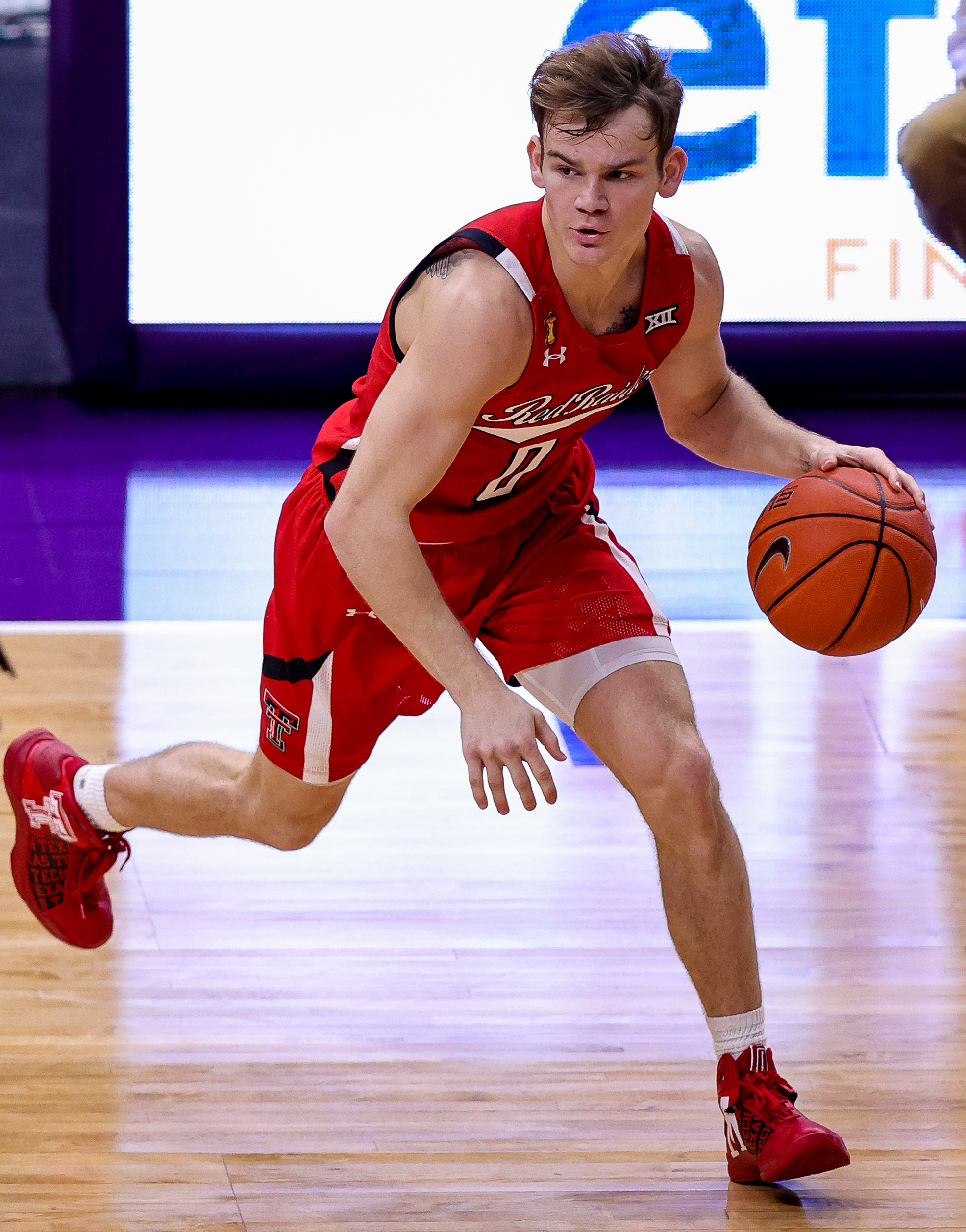
Mac McClung, 2021.

Matthew "Mac" McClung, född 6 januari 1999 i Gate City i Virginia, är en amerikansk professionell basketspelare (PG/SG) som spelar för Orlando Magic i National Basketball Association (NBA). Han har tidigare spelat för Chicago Bulls, Los Angeles Lakers och Philadelphia 76ers.
McClung blev aldrig NBA-draftad.
Innan han blev proffs studerade McClung först vid Georgetown University och spelade för deras idrottsförening Georgetown Hoyas. Han blev senare överförd till Texas Tech University för spel i Texas Tech Red Raiders.